# Sidonien-Orden

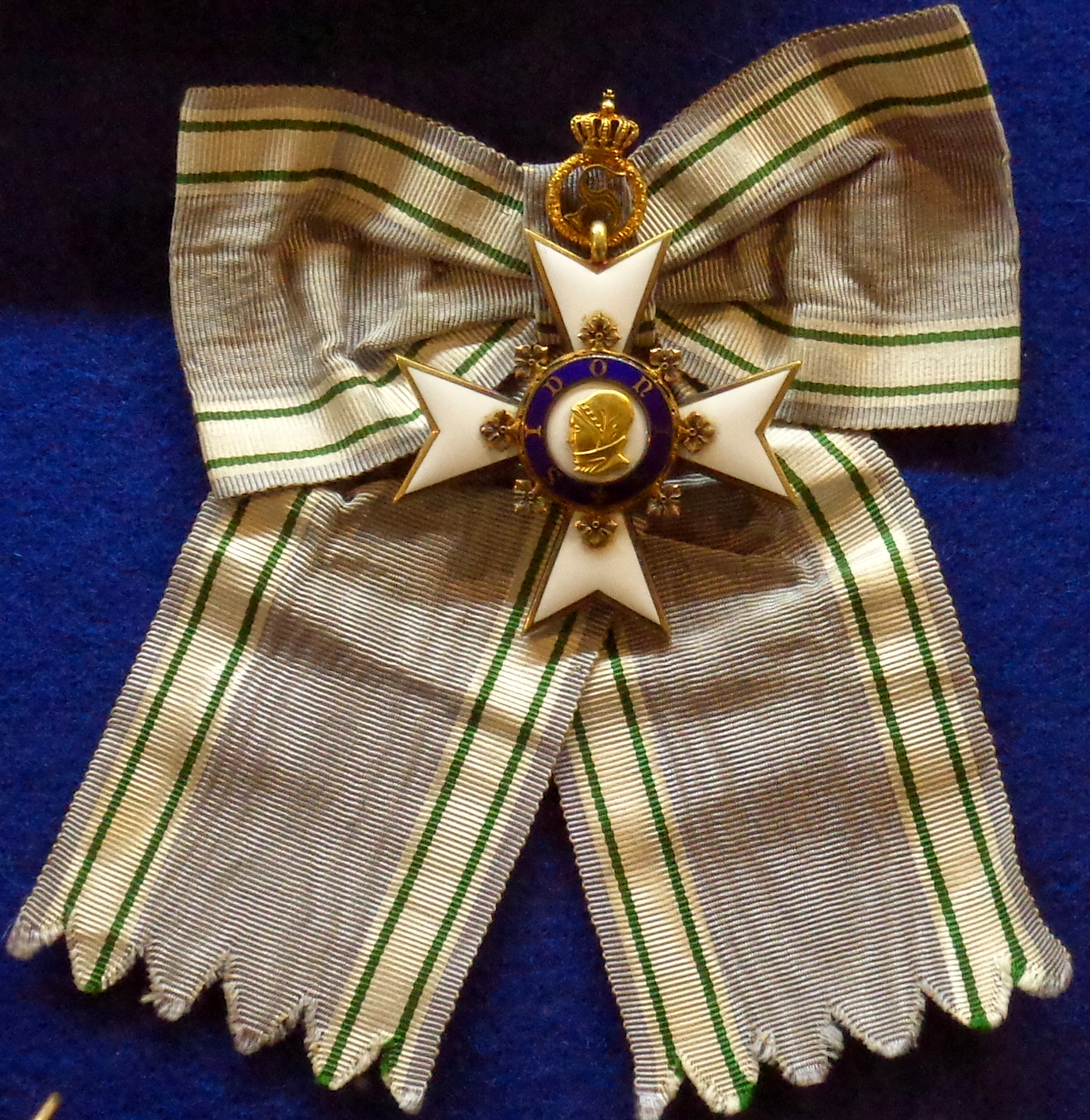
Sidonien-Orden

Der Sidonien-Orden wurde am 31. Dezember 1870 durch König Johann von Sachsen gestiftet und war erster Linie für diejenigen Frauen bestimmt, die sich im Deutsch-Französischen Krieg 1870/71 in aufopferungsvoller Weise um die verwundeten Soldaten bemüht hatten. Er war der erste und bis zur Stiftung des Maria-Anna-Ordens einzige Damenorden des Königreichs Sachsen.
Der Name des Ordens erinnert an Sidonie von Böhmen (1449–1510), die aus Böhmen stammende Gemahlin des Herzogs Albrecht des Beherzten von Sachsen, die durch besondere Tugend und Frömmigkeit bekannt wurde.

## Ordensdekoration
Die Ordensdekoration besteht aus einem achtspitzigen weißemaillierten goldgeränderten Johanniterkreuz. Das runde Mittelschild hat einen aus acht goldenen Rautenkranz eingefasst und auf der weißen Vorderseite ist das goldene Bild der Herzogin Sidonie im Profil. Ein blau emaillierter Reif mit den goldenen Lettern SIDONIA umgibt das Mittelschild, umgeben von einem goldenen Eichenkranz. Das Medaillon auf der Rückseite zeigt das gekrönte sächsische Wappen in Gold umgeben von einem blau emaillierten Reif mit dem Stiftungsjahr 1870.
Über dem obersten Kreuzarm befindet sich eine Agraffe, die gleichzeitig zur Ordensbandbefestigung dient. Die goldene Agraffe besteht aus der Königskrone in Gold und überragt einen Eichenkranz, der von einem gotisch geformten Buchstaben S umschlossen ist.

## Trageweise

Ordensband

Das Ordensband ist violett mit weißen Seitenstreifen, die von zwei grünen Linien durchzogen sind.
Der Orden wurde an einer Damenschleife getragen, als besondere Auszeichnung konnte er am Schulterband verliehen werden.
Der Orden wurde mit der dazugehörigen Ordensschleife/-band in einer 15 cm breiten, 17,5 cm tiefen und 6 cm hohen Holzschatulle aufbewahrt, welche unten mit violettem Velours und im Deckel mit einem rotbraunen Seidenstoff ausgefüttert war. Auf dem braunfarbenen Deckel wiederholte sich in einer Goldprägung das Motiv Krone/gotisches „S“.